# Championnats du monde de ski nordique 1993
Championnats du monde de ski nordique. L'édition 1993 s'est déroulée à Falun (Suède) du 19 février au 28 février.

## Palmarès

### Ski de fond

#### Hommes
| Épreuve                                     | Or                                                              | Argent                                                                 | Bronze                                                                     |
| 22 février : Ski de fond 10 km classique H  | Sture Sivertsen                                                 | Vladimir Smirnov                                                       | Vegard Ulvang                                                              |
| 24 février : Ski de fond 25 km poursuite H  | Bjørn Dæhlie                                                    | Vladimir Smirnov                                                       | Silvio Fauner                                                              |
| 20 février : Ski de fond 30 km classique H  | Bjørn Dæhlie                                                    | Vegard Ulvang                                                          | Vladimir Smirnov                                                           |
| 28 février : Ski de fond 50 km libre H      | Torgny Mogren                                                   | Hervé Balland                                                          | Bjørn Dæhlie                                                               |
| 26 février : Ski de fond relais 4 × 10 km H | Norvège Sture Sivertsen Vegard Ulvang Terje Langli Bjørn Dæhlie | Italie Maurilio de Zolt Marco Albarello Giorgio Vanzetta Silvio Fauner | Russie Andrei Kirillow Igor Badamschin Alexei Prokourorov Mikhail Botvinov |

#### Femmes
| Épreuve                                    | Or                                                                 | Argent                                                                    | Bronze                                                               |
| 21 février : Ski de fond 5 km classique F  | Larisa Lazutina                                                    | Lioubov Iegorova                                                          | Trude Dybendahl                                                      |
| 23 février : Ski de fond 15 km poursuite F | Stefania Belmondo                                                  | Larisa Lazutina                                                           | Lioubov Iegorova                                                     |
| 19 février : Ski de fond 15 km classique F | Elena Välbe                                                        | Marja-Liisa Kirvesniemi                                                   | Marjut Rolig                                                         |
| 27 février : Ski de fond 30 km libre F     | Stefania Belmondo                                                  | Manuela di Centa                                                          | Lioubov Iegorova                                                     |
| 26 février : Ski de fond relais 4 × 5 km F | Russie Elena Välbe Larisa Lazutina Nina Gawriljuk Lioubov Iegorova | Italie Gabriella Paruzzi Bice Vanzetta Manuela di Centa Stefania Belmondo | Norvège Trude Dybendahl Inger Helene Nybråten Anita Moen Elin Nilsen |

### Combiné nordique
| Épreuve                                  | Or                                            | Argent                                                          | Bronze                                              |
| 18 février :Combiné nordique K90 / 15 km | Kenji Ogiwara                                 | Knut Tore Apeland                                               | Trond Einar Elden                                   |
| 19 février :Combiné nordique par équipe  | Japon Takanori Kono Masashi Abe Kenji Ogiwara | Norvège Trond Einar Elden Knut Tore Apeland Fred Børre Lundberg | Allemagne Thomas Dufter Jens Deimel Hans-Peter Pohl |

### Saut à ski
| Épreuve                            | Or                                                                 | Argent                                                            | Bronze                                                                   |
| 27 février : Saut à ski K90        | Masahiko Harada                                                    | Andreas Goldberger                                                | Jaroslav Sakala                                                          |
| 21 février : Saut à ski K120       | Espen Bredesen                                                     | Jaroslav Sakala                                                   | Andreas Goldberger                                                       |
| 19 février : Saut à ski par équipe | Norvège Bjørn Myrbakken Helge Brendryen Øyvind Berg Espen Bredesen | Tchéquie Martin Švagerko František Jež Jiří Parma Jaroslav Sakala | Autriche Ernst Vettori Heinz Kuttin Stefan Horngacher Andreas Goldberger |

## Récapitulatif des médailles par pays
| Rang | Nations            | Médaille d'or | Médaille d'argent | Médaille de bronze | Total |
| ---- | ------------------ | ------------- | ----------------- | ------------------ | ----- |
| 1    | Norvège            | 6             | 3                 | 5                  | 14    |
| 2    | Russie             | 3             | 2                 | 3                  | 8     |
| 3    | Japon              | 3             | -                 | -                  | 3     |
| 4    | Italie             | 2             | 3                 | 1                  | 6     |
| 5    | Kazakhstan         | 1             | 1                 | 1                  | 3     |
| 6    | Suède              | 1             | -                 | -                  | 1     |
| 7    | République tchèque | -             | 2                 | 1                  | 3     |
| 8    | Autriche           | -             | 1                 | 2                  | 3     |
| 9    | Finlande           | -             | 1                 | 1                  | 2     |
| 10   | France             | -             | 1                 | -                  | 1     |
| 11   | Allemagne          | -             | -                 | 1                  | 1     |